# Erich Ivinger
Erich Ivinger (* 5. April 1977 in Wattens) ist ein österreichischer Judoka.

## Biografie
Erich Ivinger begann seine Karriere 1986 bei WSG Wattens. 2001 gewann er das renommierte Nachwuchsturnier in Treviso. 2008 gewann er bei den Master-Europameisterschaften in der Gewichtsklasse bis 66 kg. Er wurde 2002 Österreichischer Meister bis 66 kg.
Er arbeitet als Fitnesstrainer in Salzburg.

## Erfolge
- 1. Rang International Vienna Open 2008 -66 kg
- 1. Rang International Tournament Graz 2004 -66 kg
- 2. Rang Irish Open Dublin 2007 -66 kg
- 2. Rang A-tournament Sofia 'Liberation' 1998 -66 kg
- 3. Rang International Vienna Open 2009 -66 kg
- 3. Rang Matsumae Cup 2004 -66 kg
- 7. Rang Junioreneuropameisterschaften Monte-Carlo 1996 -65 kg
- 1995: SN-Sportlerwahl - 7. Platz[3]
- 2005: SN-Sportlerwahl - 10. Rang[4]

## Mannschaftsmeisterschaft
Ivinger unterstützte verschiedene Mannschaften in der Judo-Bundesliga. 1998 gewann er mit dem ESV Sanjindo das Finale der Staatsliga B und 1999 den Einzugs ins Finale in der Staatsliga A. 2001 belegte er mit dem ASV ÖGJ Salzburg Platz 4.
2016 kämpfte er in der Bayerischen Landesligakampf für den Post SV München.